# Josefine Pfannes
Josefine Pfannes (născută Josefine Propper; 8 decembrie 1894 în Pitești), este o evreică de origine română care s-a remarcat în Germania datorită sfaturilor și rețetelor ei de gătit. A copilărit la Brăila și studiat la liceu tot aici, urmând să-și întâlnească marea dragoste, un soldat neamț pe nume Carl Pfannes. În anul 1920, Josefine pleacă alături de cel care avea să-i fie soț, Carl Pfannes în Frankfurt, unde își deschid o societate comercială specializată pe publicitate și reclame. Datorită ambiției ei, Josefine ajunge să fie șefă de departament după numai 6 ani de la plecarea din țară, la Societatea de distribuție de gaze naturale „Main-Gaswerke AG”. Celebritatea lui Fini, cum era alintată Josefine Pfannes, se datorează cărților de bucate pe care românca le-a publicat și emisiunii periodice pe care o avea la postul de radio Hessischen Rundfunk. În cadrul emisiunii radio pe care o realiza, Fini împărtășea rețete și sfaturi femeilor din Germania, fapt pentru care era foarte apreciată, având în vedere că Germania era într-o perioadă de foamete.

## Realizări
Josefine Pfannes a inițiat Federația femeilor casnice germane (Deutschen Hausfrauenbund), reușind astfel să apere drepturile femeilor nevoiașe, impunând prin lege un salariu minim pentru angajații domestici ai zilelor respective.